# Devil Sold His Soul
Devil Sold His Soul est un groupe britannique de post-hardcore influencé ambient, originaire de Londres, en Angleterre.

## Histoire
Le groupe est formé en 2004 et signé chez Nuclear Blast. Trois membres du groupe ont fait partie de Mahumodo. Ils sortent leur premier album studio A Fragile Hope le 18 juin 2007, après la sortie de leur premier EP Darkness Prevails. Le groupe sort son deuxième album studio Blessed and Cursed (mixé par Steve Evetts) le 18 juin 2010. Le 8 août 2010, ils jouent au Hevy Music Festival qui s'est tenu près de Folkestone, dans le Kent, avant d'entamer une tournée au Royaume-Uni avec Architects. En janvier 2011, le groupe annonce que le bassiste Iain Trotter quitte le groupe pour poursuivre une carrière en dehors de la musique. Il est remplacé par Jozef Norocky, ancien guitariste de Rinoa. À la mi-mars 2013, Ed Gibbs annonce qu'il quitte le groupe pour poursuivre également une carrière en dehors du groupe après la fin des prochains festivals de musique. En avril, Paul Green, l'un des deux chanteurs de The Arusha Accord, le remplace en tant que chanteur du groupe. Devil Sold His Soul signe un contrat avec Basick à la fin de l'année 2013, coïncidant avec la sortie d'un clip vidéo pour leur single Time.
Le 23 janvier 2017, le groupe annonce qu'il jouera son premier album A Fragile Hope dans son intégralité lors de sa prochaine tournée ainsi que le retour de « Master » Ed Gibbs au chant aux côtés de l'actuel vocaliste Paul Green. Après une tournée au Royaume-Uni et au Japon fin 2017 et au printemps 2018, le groupe commence à travailler sur son prochain 4e album studio intitulé Loss. Loss, qui est sorti le 9 avril 2021 via Nuclear Blast, est le premier album studio à mettre en scène les deux chanteurs Ed Gibbs et Paul Green.

## Discographie

### Albums studio
- 2007 : A Fragile Hope
- 2010 : Blessed and Cursed
- 2012 : Empire of Light
- 2021 : Loss

### EP
- 2005 : Darkness Prevails
- 2014 : Belong ╪ Betray

### Splits
- 2008 : Devil Sold His Soul/Tortuga